# こぐまのミーシャ

こぐまのミーシャ
1. モスクワオリンピックのマスコットキャラクター。本名はミハイル・パタピッチ（ロシア語: Михаил Пота́пыч）。詳細はミーシャ (マスコットキャラクター)を参照。
2. ミーシャを主人公としたテレビアニメ。本稿で説明する。

『こぐまのミーシャ』は、テレビ朝日系列局ほかで放送されていた日本のテレビアニメ。日本アニメーションと朝日放送の共同製作。全26話。テレビ朝日系列局では1979年10月6日から1980年4月5日まで放送。

## 概要
1980年に開催されたモスクワオリンピックのマスコットキャラクターを題材とした作品。主人公のミーシャは1977年にヴィクトル・チジコフによって作られたもので、ソビエト連邦オリンピック選手団のマスコットにもなっていた。
オリンピックの公式マスコットを主人公としたテレビアニメは放送当時は画期的なことだった。本作品以降、1984年ロサンゼルスオリンピックの『イーグルサム』（ダックスインターナショナル / TBS)、1992年バルセロナオリンピックの『コビーの冒険』（テレビシオン・エスパニョーラ / NHK総合テレビ）にも少なからずの影響を与えた。
オープニング映像とエンディング映像は第1話放送時点では未完成であり、オープニング曲とエンディング曲の歌詞テロップも省略されていた。第2話以降ではメインスタッフと主題歌のテロップが青色で表記されるようになり、歌詞のそれも表示された「完成版」が使われた。オープニングの最後にはモスクワ五輪のシンボルマークの入った組織委員会許諾の映像が出ていたが、これは初期には無かった。
後述の通り第18話に系列局の北海道テレビ放送(HTB)の当時のマスコットキャラクターくん太がゲストキャラクターとして登場した。放送局のマスコットキャラクターがテレビアニメのゲストキャラクターとして登場するのは初の試みであり放送当時極めて珍しかった。その流れで第31回さっぽろ雪まつりの雪のHTB広場でくん太とミーシャが共演した。
全26話休まず放送した。ネット枠だったが当時のテレビ朝日系列の完全系列局は9局と少なかったため同系列の他のアニメ、ドラマ同様放送日時を変えて同系列以外の放送局にもネットした。
1971年の『ふしぎなメルモ』以来継続していた朝日放送制作のアニメは、本番組終了から『おはよう!スパンク』が開始する1981年3月まで約1年間中断している。
1999年にはホームドラマチャンネルで、2009年にはAT-Xで放送された。2021年現在、DVD・ブルーレイ化はされていないが、有料動画（U - NEXT、ｄストア、ビデオマーケット、アマゾンプライムビデオなど）で視聴可能。

## キャスト
- ミーシャ - 横沢啓子
- パパ - 田中崇（現：銀河万丈）
- ママ - 坪井章子
- ナターシャ - 潘恵子
- 村長 - 増岡弘
- トド署長 - 八奈見乗児
- タイガー - 雨森雅司
- コンゴ - 青森伸
- トラゴン - 肝付兼太
- ミルミル - 小宮和枝
- バクソン、ジョーイ - 間嶋里美
- ネコスキー、山ネコ、山ネコの父、ニャーゴの父 - 千葉繁
- ポンド - 竜田直樹
- キッド - 田中秀幸
- ニャーゴ - 井上瑤
- ヤギ先生 - 池田一臣
- 四つ子 - 中野聖子 → 村上はるみ
- タイガー夫人、ナルシス - 峰あつ子
- ネコスキー夫人、山ネコの母、ニャーゴの母 - 中谷ゆみ
- マーサ、コンゴ夫人 - 鈴木れい子
- マゴマゴ - 加川三起
- バクスキー - 峰恵研 → 佐藤正治 → 兼本新吾
- アホウ鳥、あほう鳥の母、ジョーイの母 - 丸山裕子
- パルルン - 高坂真琴
- ドビンスキー、ブーシカ - 滝口順平
- ウルフ - 西尾徳
- リスキー - 水鳥鉄夫
- わたり鳥 - 村上はるみ
- タヌスキー - 村松康雄
- タヌコフ - 塚田正昭
- タルリッチ - 沢りつお
- くん太 - 青木和代：第18話に登場。北海道で本作を放送していた北海道テレビ放送 (HTB) のマスコットキャラクターで、同局の番宣番組などに出演していた。
- ゴリ - 松岡洋子
- ゴリの父 - 神山卓三

## スタッフ
- 製作 - 本橋浩一
- 製作管理 - 高桑充
- 企画 - 佐藤昭司
- 企画協力 - 新時代社
- 音楽 - 菊池俊輔
- 録音監督 - 藤野貞義
- キャラクターデザイン - 熊田勇
- 美術監督 - 古谷彰（スタジオ・ユニ）
- 撮影監督 - 萩原亨
- 編集 - 割田益男、瀬山武司、上遠野英俊
- 現像 - 東京現像所
- 録音制作 - オムニバスプロモーション
- 調整 - 桑原邦男
- 音響効果 - 依田安文
- プロデューサー - 加藤良雄
- 監督 - 新田義方
- 制作 - 日本アニメーション、朝日放送

## 主題歌・挿入歌
主題歌
- オープニングテーマ「ノルマリーナ・ミーシャ（好きだわミーシャ）」（歌：沢田富美子 / RCAレコード）
  - 作詞：阿木燿子 / 作曲：宇崎竜童 / 編曲：船山基紀

- エンディングテーマ「ナターシャの子守唄」（歌：沢田富美子 / RCAレコード）
  - 作詞：阿木燿子 / 作曲：宇崎竜童 / 編曲：船山基紀

挿入歌・イメージソング
- 「おれたちヤマネコ・ブラザーズ」（歌：横沢啓子、潘恵子、村上はるみ、井上瑤）
  - 作詞：霧生正博 / 作曲：馬飼野康二 / 編曲：薗広昭

- 「Don't You Know トラゴン」（歌：肝付兼太）
  - 作詞：小室みつ子 / 作曲：馬飼野康二 / 編曲：薗広昭

- 「なかよしミーシャ」（歌：沢田富美子）
  - 作詞：霧生正博 / 作曲：菊池俊輔 / 編曲：GAME

- 「ポンドのロンリーブルース」（歌：竜田直樹）
  - 作詞：霧生正博 / 作曲：深田栄 / 編曲：GAME

- 「ミニ・ミュージカル〜がんばってミーシャ」（歌：横沢啓子、潘恵子、井上瑤、竜田直樹、肝付兼太、村上はるみ）
  - 作詞：霧生正博 / 作曲：菊池俊輔 / 編曲：GAME

## 各話リスト
| 話 | サブタイトル                   | 脚本     | 絵コンテ | 作画監督 | 放送日         |
| -- | ------------------------------ | -------- | -------- | -------- | -------------- |
| 1  | 99人目のミーシャ               | 雪室俊一 | 新田義方 | 富永貞義 | 1979年 10月6日 |
| 2  | とんでもない村                 | 雪室俊一 | 池野文雄 | 山下征二 | 10月13日       |
| 3  | おばけが出たぞ                 | 雪室俊一 | 吉田浩   | 水村十司 | 10月20日       |
| 4  | おてんば娘ミルミル登場         | 雪室俊一 | 津野明朗 | 岡豊     | 10月27日       |
| 5  | 五色仮面はだあれ               | 雪室俊一 | 吉田浩   | 富永貞義 | 11月3日        |
| 6  | 嵐の中のミーシャ               | 吉田喜昭 | 池野文雄 | 山下征二 | 11月10日       |
| 7  | トド署長大いに怒る             | 吉田喜昭 | 吉田浩   | 水村十司 | 11月17日       |
| 8  | 奇怪千万な家出                 | 吉田喜昭 | 津野明朗 | 津野二朗 | 11月24日       |
| 9  | 大発明家の登場                 | 中原朗   | 吉田浩   | 岡豊     | 12月1日        |
| 10 | ミーシャとポンドの大競争       | 中原朗   | 山本博   | 西城隆詞 | 12月8日        |
| 11 | 100人目の赤ちゃん              | 雪室俊一 | 吉田浩   | 山下征二 | 12月15日       |
| 12 | サンタクロースがやってきた     | 雪室俊一 | 山本博   | 水村十司 | 12月22日       |
| 13 | ぼくの夢をたべないで           | 高森マオ | 山崎勝彦 | 富永貞義 | 12月29日       |
| 14 | 飛行士ドビンスキー登場         | 吉田喜昭 | 新田義方 | 岸義之   | 1980年 1月5日  |
| 15 | 小さなおまわりさんと大きな犯人 | 吉田喜昭 | 吉田浩   | 津野二郎 | 1月12日        |
| 16 | 泣くなブーシカ!!               | 中原朗   | 池野文雄 | 山下征二 | 1月19日        |
| 17 | おかしな兄弟                   | 吉田喜昭 | 吉田浩   | 水村十司 | 1月26日        |
| 18 | くん太くん村へくる             | 雪室俊一 | 津野明朗 | 岡豊     | 2月2日         |
| 19 | 村の機関車騒動！               | 水出弘一 | 津野明朗 | 津野二郎 | 2月9日         |
| 20 | アホー鳥はアホーじゃない！     | 吉田喜昭 | 吉田浩   | 富永貞義 | 2月16日        |
| 21 | ごめんね、マーサ               | 水出弘一 | 山田太郎 | 山下征二 | 2月23日        |
| 22 | 村一番のお医者さま             | 中原朗   | 津野明朗 | 津野二郎 | 3月1日         |
| 23 | 世界中のビリちゃんたち         | 雪室俊一 | 吉田浩   | 岡豊     | 3月8日         |
| 24 | トド署長牢屋に入る             | 吉田喜昭 | 吉田浩   | 山下征二 | 3月22日        |
| 25 | 悪魔が村にやってきた           | 中西隆三 | 新田義方 | 岡豊     | 3月29日        |
| 26 | さよなら ミーシャ              | 中西隆三 | 新田義方 | 富永貞義 | 4月5日         |

## 放送局
※放送時間は1980年3月中旬 - 4月終了時点のもの、系列は放送当時のものとする。
| 放送対象地域   | 放送局             | 放送時間                                                          | 系列                                         | 備考                                                                      |
| -------------- | ------------------ | ----------------------------------------------------------------- | -------------------------------------------- | ------------------------------------------------------------------------- |
| 近畿広域圏     | 朝日放送           | 土曜 19:00 - 19:30                                                | テレビ朝日系列                               | 製作局 現：朝日放送テレビ。                                               |
| 北海道         | 北海道テレビ       | 土曜 19:00 - 19:30                                                | テレビ朝日系列                               |                                                                           |
| 宮城県         | 東日本放送         | 土曜 19:00 - 19:30                                                | テレビ朝日系列                               |                                                                           |
| 関東広域圏     | テレビ朝日         | 土曜 19:00 - 19:30                                                | テレビ朝日系列                               |                                                                           |
| 静岡県         | 静岡けんみんテレビ | 土曜 19:00 - 19:30                                                | テレビ朝日系列                               | 現：静岡朝日テレビ。                                                      |
| 中京広域圏     | 名古屋テレビ       | 土曜 19:00 - 19:30                                                | テレビ朝日系列                               |                                                                           |
| 広島県         | 広島ホームテレビ   | 土曜 19:00 - 19:30                                                | テレビ朝日系列                               |                                                                           |
| 香川県・岡山県 | 瀬戸内海放送       | 土曜 19:00 - 19:30                                                | テレビ朝日系列                               |                                                                           |
| 福岡県         | 九州朝日放送       | 土曜 19:00 - 19:30                                                | テレビ朝日系列                               |                                                                           |
| 岩手県         | テレビ岩手         | 日曜 7:45 - 8:15                                                  | 日本テレビ系列                               | 1980年6月22日まで放送。 1980年3月まではテレビ朝日系列とのクロスネット局。 |
| 山形県         | 山形テレビ         | 水曜 16:30 - 17:00                                                | フジテレビ系列                               | 1980年3月まではテレビ朝日系列とのクロスネット局。                         |
| 福島県         | 福島中央テレビ     | 土曜 7:30 - 8:00（第24話まで） 土曜 7:00 - 7:30（第25話・第26話） | 日本テレビ系列 テレビ朝日系列                |                                                                           |
| 新潟県         | 新潟総合テレビ     | 土曜 7:00 - 7:30                                                  | フジテレビ系列 日本テレビ系列 テレビ朝日系列 | 現：NST新潟総合テレビ。                                                   |
| 富山県         | 富山テレビ         | 火曜 16:50 - 17:20                                                | フジテレビ系列                               |                                                                           |
| 鳥取県・島根県 | 日本海テレビ       | 月曜 19:00 - 19:30                                                | 日本テレビ系列                               |                                                                           |
| 愛媛県         | 南海放送           | 金曜 16:55 - 17:25                                                | 日本テレビ系列                               |                                                                           |
| 熊本県         | テレビ熊本         | 月曜 17:25 - 17:55                                                | フジテレビ系列 日本テレビ系列 テレビ朝日系列 |                                                                           |